# Eduard Rosenfeld
Carl Eduard Rosenfeld (* um 1804 in Thorn; † 2. Juni 1826 in Berlin) war ein deutscher Zeichner.

## Leben
Um 1820 und 1822 war Rosenfeld als Schüler im Atelier von Antoine-Jean Gros und zum Studium an der École des Beaux-Arts in Paris. Von 1822 bis 1824 studierte er an der Königlich Preußischen Akademie der Künste in Berlin und nahm an deren Ausstellungen teil. Über sein weiteres Leben ist nichts bekannt.

## Werk
- Leonidas an den Thermopylen nach David, Verbleib unbekannt (BAA 1822, Nr. 482)
- Figur in der Stellung des Prometheus nach David, Verbleib unbekannt (ebd., Nr. 483).

## Belege
1. ↑  Jerusalemkirche (Berlin): Kirchenbuch. Beerdigungen. Nr. 224/1826.

| Personendaten    | Personendaten                               |
| ---------------- | ------------------------------------------- |
| NAME             | Rosenfeld, Eduard                           |
| ALTERNATIVNAMEN  | Rosenfeld, Carl Eduard (vollständiger Name) |
| KURZBESCHREIBUNG | deutscher Zeichner                          |
| GEBURTSDATUM     | um 1804                                     |
| GEBURTSORT       | Thorn                                       |
| STERBEDATUM      | 2. Juni 1826                                |
| STERBEORT        | Berlin                                      |